# 오승균
오승균(吳承均, 1960년 2월 16일 ~ )은 대한민국의 교육인이다. 세종특별자치시 출신으로, 경기도교육청 소속 30년 6개월 교직 생활을 하였으며, 한국교원대학교에서 교육학박사 학위를 취득하고, 서울대학교 객원연구원, 한국교원대학교, 한세대학교, 숭실대학교 겸임 교원 등을 역임하고, 교육 정책 개발 및 교육 컨설팅을 하는 교육 정책 전문가이다.

## 학력
- 1981년 충남대학교 공학사
- 1991년 동국대학교 대학원 교육학 석사
- 2008년 한국교원대학교 대학원 교육학 박사

## 경력
- (주)미래융합연구원 원장
- 2004년 9월 한세대학교 교육대학원 겸임교원
- 2005년 7월 한세대학교 중등교육연수원 주임교수
- 2009년 3월 서울대학교 농업생명과학원 객원연구원
- 2009년 3월 한국교원대학교 대학원 겸임교원
- 2009년 9월 아주대학교 다산학부학과 시간강사
- 2011년 3월 서울대학교 사범대학 연구과정
- 2012년 3월 숭실대학교 공과대학 겸임교원
- 2013년 3월 숭실대학교 IT대학 겸임교원
- 2013년 7월 교육부 정책과정심의회 심의위원
- 2013년 10월 교육부 교직발전기획단 자문위원
- 2013년 10월 교육부 교육과정심의회 위원
- 2013년 10월 교육부 교육과정심의회 심의위원
- 2013년 10월 한국직업능력개발원 NCS연구분야 자문위원회 자문위원
- 2016년 9월 숙명여자대학교 대학원 인력개발정책학 시간강사
- 2019년 8월 경인교육대학교 생활과학교육과 시간강사
- 2021년 4월 국민의힘 중앙위원회 교육분과 부위원장
- 2021년 12월 제20대 대통령 선거 국민의힘 윤석열 후보 선거대책본부 정책총괄본부 정책자문위원
- 2022년 1월 제20대 대통령 선거 국민의힘 윤석열 후보 중앙선거대책본부 교육지원단 부단장

## 저서
- 가방끈보다 신발끈 (NCS, 스펙보다 일 잘하는 사람이 인정받는 시대가 온다)
- 스스로 생각하는 코딩수학 (초등학생용)
- 스스로 생각하는 코딩수학 (중학생용)

## 논문
- 동국대학교 교육대학원 석사학위 논문 (1991. 2. 25)
  - 제목: 학교내 비공식조직과 학교조직건강과의 상관 연구
  - 학위기(석제 739호)
- 한국교원대학교 대학원 박사학위 논문 (2008. 2)
  - 제목: 지식기반사회에서 공업교육 전문가가 인식하는 공업교육기관의 역할과 기능
  - 학위기(박제 529호), 학위등록번호: 교원대2007(박)026
- 오승균, 이규옥, 이용순, 노태천. (2005). 경기도 산업 구조 변화에 대응한 공업교육 재구조 방향과 교육과정 운영 방안
  - 대한공업교육학회지, 30(2).
- 오승균, 우상호, 은태욱, 김진권, 김진수. (2006)
  - 충청북도 직업교육 중․장기 발전 방안
  - 대한공업교육학회지, 31(1)
- 오승균, 김진수. (2006). 특성화고등학교의 교육과정 운영 모형 개발
  - 대한공업교육학회지, 31(2)
- 오승균, 김진수. (2007). 경기도 전문계고등학교 교사들의 국외체험 연수과정
- 오승균 (2008) 공업교육 인식 변화에 미치는 영향
  - 대한공업교육학회지, 32(1)
- 오승균 (2008). 전문가 패널들이 인식하는 공업계고등학교의 전문교육 역할
  - 대한공업교육학회, 33(1)
- 오승균, 김진수. (2008). 지식기반사회에서 공업교육 전문가가 인식하는 공업계열 전문대학의 역할과 기능
  - 한국직업교육학회, 27(1). 91-116.